# Cerkiew św. Bazylego Wielkiego w Lesznie
Cerkiew św. Wasyla Wielkiego w Lesznie – drewniana parafialna cerkiew greckokatolicka, znajdująca się w Lesznie (dawniej Poździaczu).
Od 1957 użytkowana jako kościół rzymskokatolicki.
Obiekt włączony do podkarpackiego Szlaku Architektury Drewnianej.

## Historia
Cerkiew została zbudowana w 1737 na miejscu starszej drewnianej świątyni. Remontowana w 1939. Po wysiedleniu ludności ukraińskiej opuszczona., Kolejne remonty przeprowadzono w 1967, 1971 oraz 1989. W czasie ostatniego z nich zastąpiono gontowe pokrycie dachu blachą miedzianą, zakryto polichromię we wnętrzu boazerią. Przy poszerzaniu wejścia zniszczono też stare nadproże z datą budowy cerkwi.

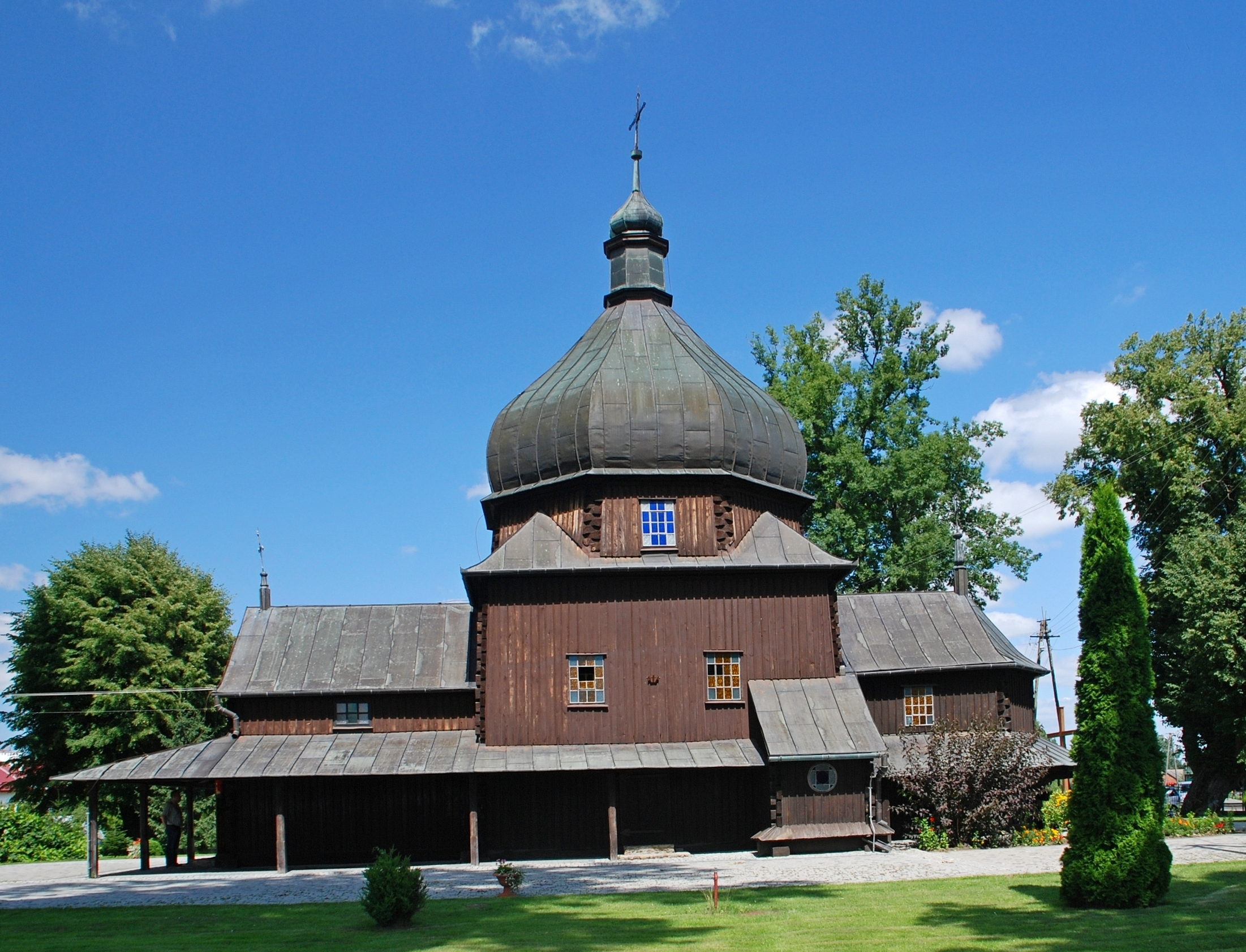
Elewacja południowa
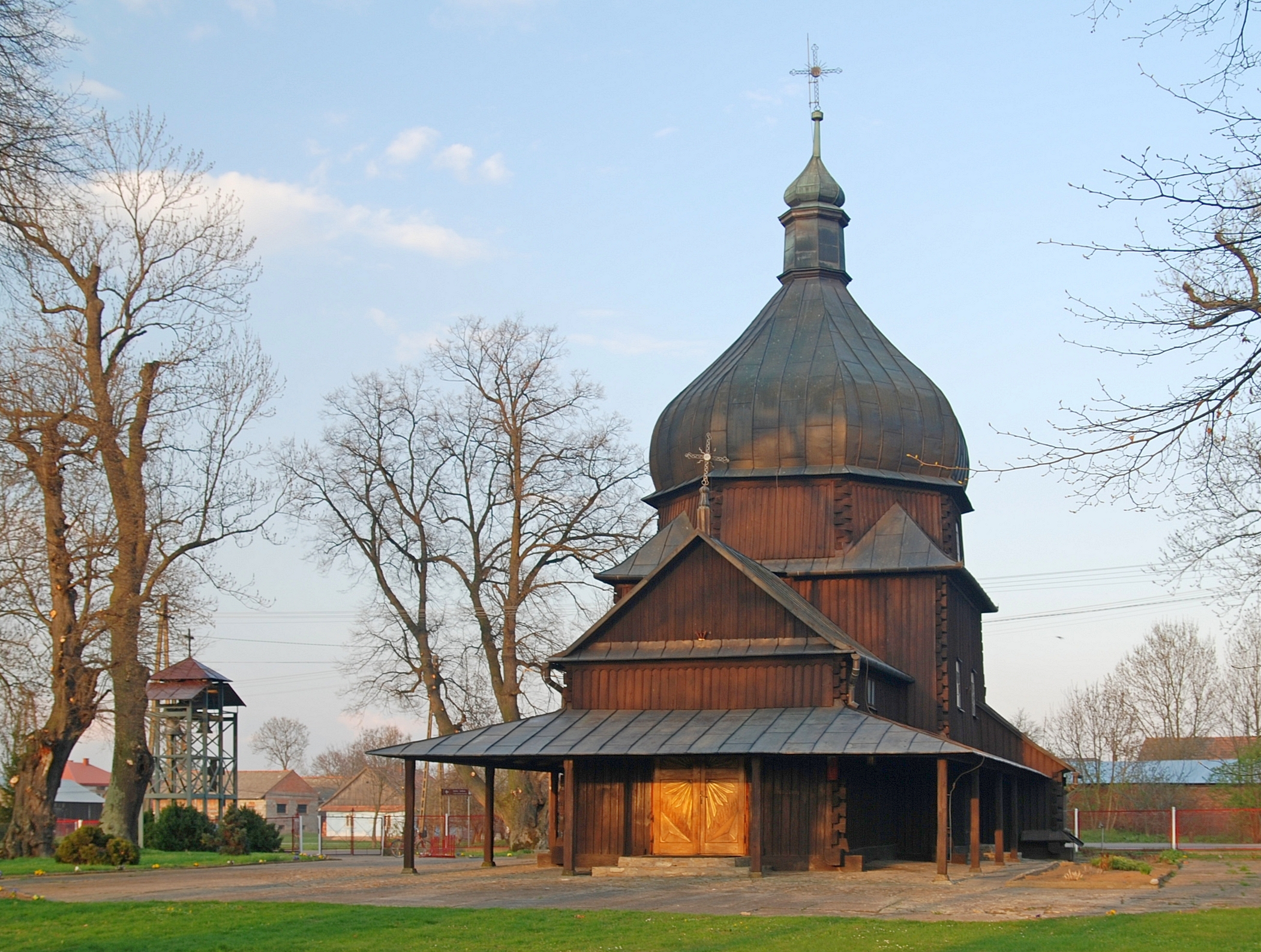
Elewacja frontowa ze współczesną dzwonnicą
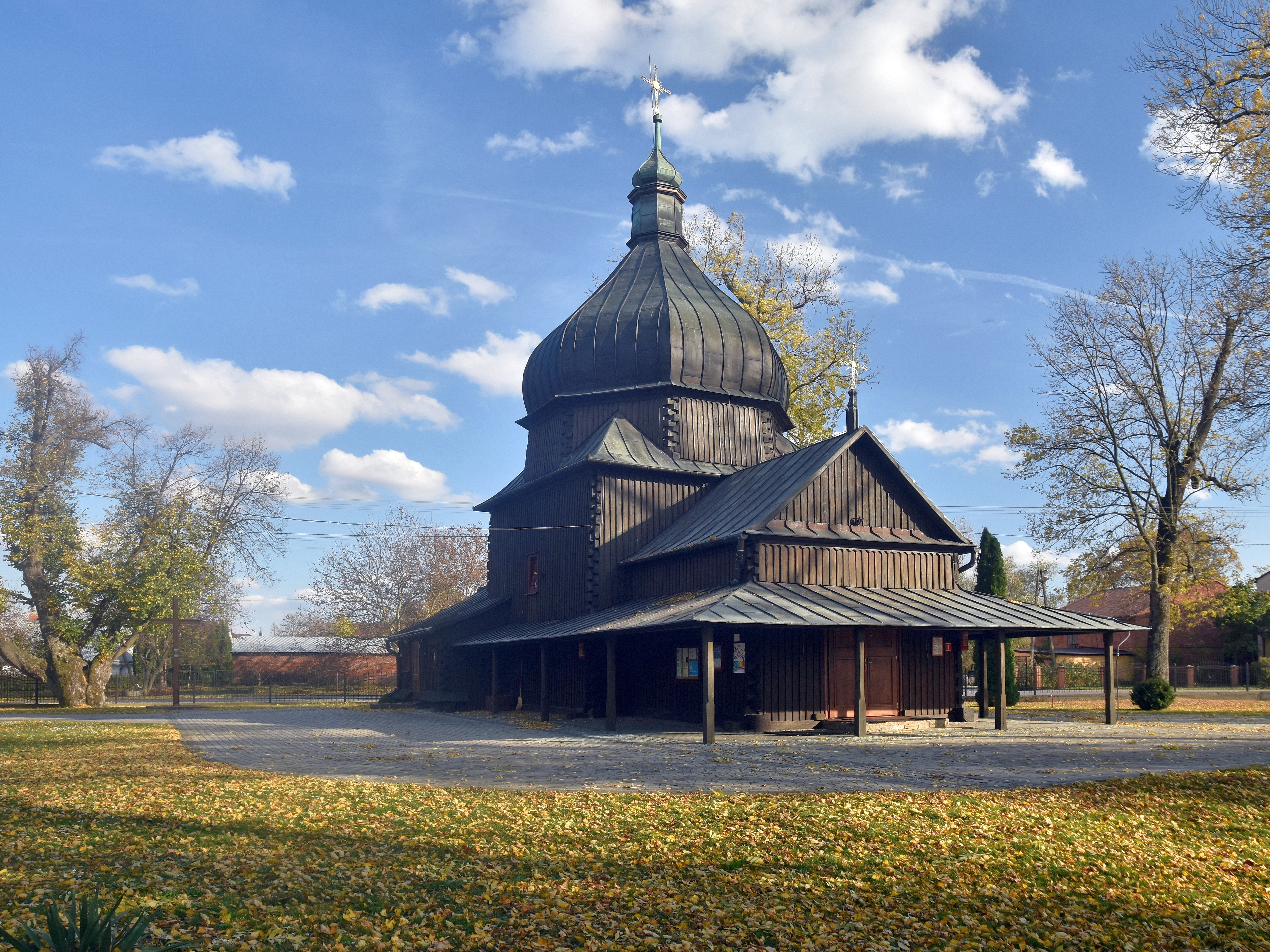
Elewacja północna

## Architektura i wyposażenie
Główna część stanowi nawa, przy niej znacznie niższe prezbiterium i babiniec. Nawa jest w dolnej części czworoboczna, w górnej ośmioboczna, z cebulastym, ośmiobocznym hełmem. We wschodnim masywie nawy kryłosy (miejsca po obu stronach ikonostasu przeznaczone dla chórzystów i psalmistów). Wzdłuż ścian biegnie szeroki, niski okap, tworzący podcienia. Prezbiterium zamknięte trójbocznie, ze sklepieniem kolebkowym wewnątrz. Dach nad prezbiterium kalenicowy, pięciopołaciowy z kalenicą poniżej okapu dachu nawy. 
Oryginalny ikonostas został przeniesiony do Muzeum Budownictwa Ludowego w Sanoku i umieszczony w cerkwi z Grąziowej.
Cerkiew należy do najcenniejszych zabytków architektury cerkiewnej na terenie Polski.

## Otoczenie świątyni
W 2000 zawaliła się drewniana dzwonnica datowana na przełom XVI i XVII w. Była to najstarsza i największa pod względem gabarytowym drewniana dzwonnica w Polsce. Planuje się jej restytucję ale przy drugiej w Lesznie cerkwi greckokatolickiej Trójcy Świętej.